# Donji Rinj
Donji Rinj (cyr. Доњи Рињ) – wieś w Serbii, w okręgu pirockim, w gminie Bela Palanka. W 2011 roku liczyła 6 mieszkańców.